# Apito silencioso

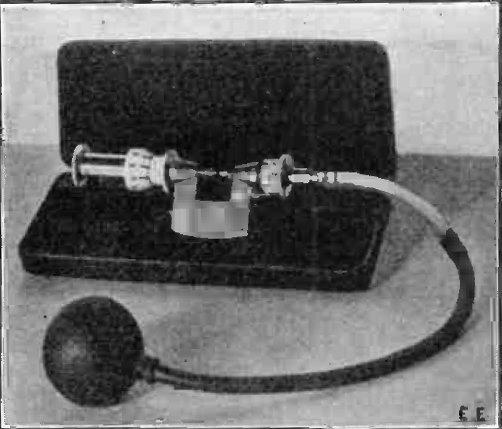
Apito de Galton, o primeiro "apito de cachorro"

Um apito silencioso (também conhecido como apito para cães ou apito de Galton) é um tipo de apito que emite um som na faixa ultrassônica, que os humanos não podem ouvir, mas alguns outros animais podem, incluindo cães e gatos domésticos, e é usado em seu treinamento. Foi inventado em 1876 por Francis Galton e é mencionado em seu livro Inquiries into Human Faculty and Its Development, no qual ele descreve experimentos para testar as faixas de frequências que podem ser ouvidas por vários animais, como um gato doméstico.
O limite superior da faixa de audição humana é de cerca de 20 quilohertz (kHz) para crianças, diminuindo para 15–17 kHz para adultos de meia-idade. A extremidade superior da faixa de audição de um cão é de cerca de 45 kHz, enquanto a de um gato é 64 kHz. Acredita-se que os ancestrais selvagens de gatos e cachorros desenvolveram esse alcance auditivo mais alto para ouvir sons de alta frequência feitos por suas presas preferidas, pequenos roedores. A frequência da maioria dos apitos caninos está na faixa de 23 a 54 kHz, então eles estão acima do alcance da audição humana.
Para os ouvidos humanos, os apitos dos cães emitem apenas um som sibilante. A principal vantagem dos apitos para cães é que eles não produzem um ruído alto e potencialmente irritante para os humanos que um apito normal produziria. Portanto, eles podem ser usados para treinar ou comandar animais sem incomodar as pessoas próximas. Alguns apitos para cães têm controles deslizantes ajustáveis para controle ativo da frequência produzida.